# Everard Fawkener
Everard Fawkener (1694-1758), parfois orthographié Falkener, est un marchand et diplomate anglais, surtout connu pour son amitié avec Voltaire. Sa fille est la célèbre hôtesse politique Harriet Bouverie.

## Carrière
Fawkener est né dans une famille de marchands de soie. Son père, William (1642-1716) est l'un des principaux membres de la Levant Company. Everard est envoyé à Alep (une ville actuellement située en Syrie) en 1716 et y reste jusqu'en 1725. Il travaille ensuite dans l'entreprise familiale de Snelling et Fawkener, à la tête des marchands du Levant de leur époque jusqu'en 1735 .
Il rencontre le philosophe Voltaire à Paris, en rentrant d'Alep en 1725. Voltaire dédie sa tragédie Zaïre à Fawkener en 1733, et séjourne auparavant dans la maison de Fawkener à Wandsworth pendant son long séjour en Angleterre en 1726. Les deux hommes entretiennent une correspondance chaleureuse et affectueuse pendant de nombreuses années. En novembre 1748, Voltaire écrit à Fawkener « Maintenant, vous êtes un mari et un père et j'espère être heureux » .
Fawkener est fait chevalier en 1735 et nommé ambassadeur auprès de l'Empire ottoman le 19 août 1735. Il arrive à Constantinople le 19 décembre. Il ne s'y plait pas beaucoup et obtient l'autorisation de rentrer chez lui le 8 novembre 1742. Ses lettres de créance sont finalement rappelées le 4 septembre 1746.
À son retour, il devient secrétaire du duc de Cumberland, poste qu'il occupe jusqu'à la fin de sa vie. Il est témoin oculaire de la bataille de Fontenoy. Il accompagne le duc dans sa campagne dans les Highlands écossais pour réprimer le soulèvement jacobite de 1745 . En 1745, il devient ministre des Postes. Durant cette période, il est un bailleur de fonds dans la fondation de la manufacture de porcelaine de Chelsea.

## Famille

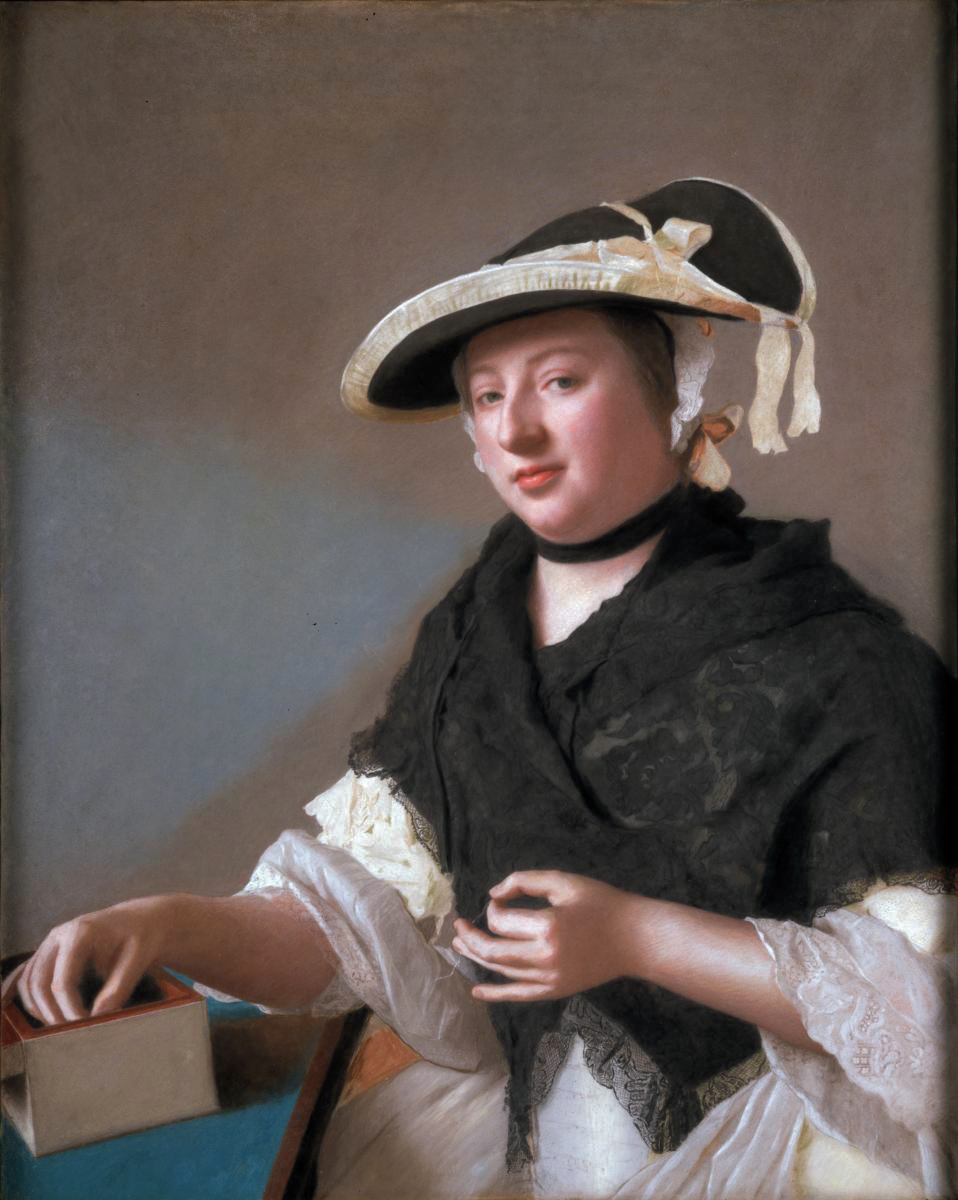
Harriet Churchill, Lady Fawkener (Jean-Étienne Liotard)

Fawkener ne s'est marié qu'en 1747, à l'âge de 53 ans avec Harriet, fille naturelle du lieutenant général Charles Churchill. Un portrait d'elle par l'artiste Constantinople Jean-Étienne Liotard est exposé à Compton Verney House (en). Ils ont une fille, également nommée Harriet, qui épouse Edward Bouverie et devient la célèbre hôtesse de la société Mrs. Bouverie, et deux fils, William Augustus Fawkener  et Everard Fawkener du 11e dragons.
Fawkener vit à Westhorpe House (en) près de Little Marlow .